# Данијел Френк
Данијел Френк (енгл. Daniel Frank; 1882 — Њујорк, 20. март 1965) је бивши амерички атлетичар, специјалиста за скок удаљ.
Био је учесник Летњих олимпијских игра 1904. у Сент Луису где се такмичио у скоку удаљ и са резултатом 6,98 освојио је друго место и сребрну медаљу.